# 塔茲韋爾縣 (維吉尼亞州)
塔兹韋爾县（英語：Tazewell County）是美國維吉尼亞州西南部的一個縣，北鄰西維吉尼亞州。面積1,347平方公里。根據美國2000年人口普查，共有人口44,598人。縣治塔兹韦尔（Tazewell）。
成立於1799年12月7日。縣名紀念聯邦參議員亨利·塔兹維爾。